# Hausstaubmilben
Die Hausstaubmilben (Dermatophagoides) sind eine Gattung der Milben, die zu den Spinnentieren zählen. Die häufigsten Hausstaubmilbenarten sind Dermatophagoides pteronyssinus und Dermatophagoides farinae. Eine weitere in Europa verbreitete Art, Dermatophagoides microceras, ist bisher häufig mit farinae verwechselt worden.
Weltweit sind bisher 49 Arten der Familie Pyroglyphidae nachgewiesen, von denen 13 in Hausstaub leben, nur sechs oder sieben davon häufiger. Es gibt aber weitere Milbenarten, die in Häusern leben können, besonders zahlreich in den Tropen. Ursprünglicher Lebensraum der Hausstaubmilben sind Vogelnester, von dort sind sie auf menschliche Behausungen übergegangen und weltweit verschleppt worden.
Der wissenschaftliche Name Dermatophagoides bedeutet ‚Hautfresser‘. Hausstaubmilben ernähren sich von abgefallenen Hautschuppen, von denen der Mensch etwa 0,5 bis 1 Gramm pro Tag verliert. Ältere, durchfeuchtete Hautschuppen werden gegenüber frisch gefallenen bevorzugt. Zur Frage, ob mit Schimmelpilzen der Gattung Aspergillus befallene Schuppen bevorzugt werden, gibt es widersprüchliche Aussagen. In einer Studie verminderte der Pilz die Lebensdauer und Fortpflanzung der Milben. Dieser Effekt kehrte sich allerdings langfristig um, Milbenpopulationen ohne Pilzkontakt konnten nicht auf Dauer überleben. Vermutlich werden vom Pilz essenzielle Nährstoffe zur Verfügung gestellt.

## Merkmale
Hausstaubmilben sind etwa 0,1 bis 0,5 mm groß und weiß. Ihr Körper trägt haarförmige Borsten. Von anderen in Mittel- und Nordeuropa in Häusern lebenden Milbenarten unterscheiden sie sich durch ihre fein gestreifte Körperhülle (Cuticula) (bei den Arten der Familie Glycyphagidae ist sie glatt oder mit Papillen besetzt, bei den Tarsonemidae mit sich überlappenden Platten besetzt). Von der ebenfalls in Häusern lebenden Gattung Euroglyphus (mit der Art Euroglyphus maynei) unterscheiden sie sich durch die Länge von zwei Borsten am Rumpf (Idiosoma) und das Fehlen einer sklerotisierten Platte (Tegmen) an dessen Vorderende.

## Lebenszyklus und Vermehrung
Hausstaubmilben sind getrenntgeschlechtig, wobei die Männchen deutlich kleiner sind als die Weibchen (Weibchen erreichen ein Lebendgewicht von 5,8 Mikrogramm, Männchen nur 3,5). Nach der Kopula legen die Weibchen die Eier ab, allerdings nicht als Gelege, sondern einzeln über einen langen Zeitraum verteilt. Die Lebensdauer der Weibchen ist stark von Temperatur und Luftfeuchte abhängig und auch von Art zu Art etwas verschieden; sie reicht von etwa 30 bis zu 100 Tagen. In dieser Zeit legen sie zwischen 40 und 80 Eier ab. Aus den Eiern schlüpft eine Deutonymphe (Larve), welche sich in eine Tritonymphe wandelt, aus der die adulten Tiere hervorgehen (zwei Larvenstadien). Jeder Umwandlungsschritt ist dabei mit einer Ruheperiode unterschiedlicher Länge verbunden, während derer die Tiere erheblich widerstandsfähiger gegen widrige Umweltbedingungen sind. Die gesamte Lebensperiode vom Ei zum Geschlechtstier ist sehr variabel; sie dauert unter günstigen Bedingungen etwa 30 bis 50 Tage, kann aber bei niedrigen Temperaturen bis 120 Tage ausgedehnt sein. Paarungsbereite Tiere finden sich durch Sexuallockstoffe (Pheromone). Außerdem bilden die Tiere Aggregationen, die sich durch ein anderes Pheromon zusammenfinden.

## Lebensweise und Lebensraum
Hausstaubmilben kommen beinahe ausschließlich in menschlichen Wohnungen vor, im Freien können sie normalerweise nicht überleben. Für das Leben im Freien gibt es nur wenige Angaben, z. B. Vorkommen in Vogelnestern. Wohnungen werden durch in der Kleidung verschleppte Milben neu besiedelt. Der größte Anteil der Hausstaubmilben befindet sich im Bett. Dort sind zu gleichen Teilen die Matratze und das Oberbett betroffen. Weitere Fundorte sind Polstermöbel, in Teppichen befinden sich normalerweise nur wenige Hausstaubmilben. Auch in anderen Substraten wie älteren Büchern können hohe Populationsdichten auftreten. Die höchste Konzentration findet sich in Matratzen und Kopfkissen, weil dort reichlich Hautschüppchen als Futter sowie viel Feuchtigkeit vorhanden sind: Ein schlafender Mensch scheidet pro Stunde etwa 40 g Wasser mit der Atemluft und im Schweiß aus, abgeschätzte Übergangsraten sind für Haut zu Matratze: 180–220 g/pro Nacht und Person, für Haut zu Kopfkissen 15–20 g/pro Nacht und Person.
Wesentliche Faktoren für die Häufigkeit von Milben in Häusern sind Luftfeuchte und Temperatur. Nahrungsmangel kommt wegen des äußerst geringen Bedarfs kaum vor (kein erhöhter Milbenbefall bei Menschen mit Schuppenflechte). Auch der Platzbedarf der Winzlinge ist gering: Wenn Hautschüppchen in das Innere von Schaumstoffmatratzen vorgedrungen sind, können die Tiere darin ohne weiteres leben. Populationsvermindernde Faktoren: Angelockt durch den Sexuallockstoff kann die milbenfressende Milbe Cheyletus auftreten. Ein weiterer natürlicher Feind ist der Bücherskorpion. Auch Silberfischchen ernähren sich unter anderem von Hausstaubmilben. Im normalen Lebensraum der Hausstaubmilben spielen alle diese Arten aber keine Rolle, weil sie für eine Populationskontrolle viel zu selten sind.

### Effekt der Luftfeuchte auf das Überleben
Die Optimalbedingungen der beiden häufigen Arten Dermatophagoides pteronyssinus und Dermatophagoides farinae sind etwas verschieden. D. farinae bevorzugt etwas wärmere Orte und kann etwas höhere Trockenheit ertragen, optimale Bedingungen liegen für sie bei 25–30 °C und 70–75 % rel. Feuchte gegenüber 15–20 °C und 75–80 % rel. Feuchte für D. pteronyssinus. Während Erstere an vielen Orten der USA häufiger ist und deshalb gelegentlich „Amerikanische Hausstaubmilbe“ genannt wird, dominiert ihre Schwesterart z. B. im kühlen und feuchten England. Allerdings kommen beide Arten meistens zusammen vor und je nach Lebensraum kann die eine oder die andere vorherrschen. Beide Arten benötigen eine hohe Luftfeuchte, um Kontaktwasser oder Wasserdampf aus der Umgebung aufzunehmen. Aufgrund ihrer im Verhältnis zum Volumen relativ großen Oberfläche können sie aber auch viel Wasser verlieren. In Bereichen unter 70 % relative Luftfeuchte zeigen sie reduzierte Fortpflanzung und verminderte Vitalität, unterhalb von 50 % überleben sie nicht lange. Deshalb ist es plausibel, die Milbendichte durch Austrocknung zu vermindern. Allerdings liegen zahlreiche Nachweise dafür vor, dass den Tieren bereits recht kurze Perioden hoher Luftfeuchte von etwa drei Stunden am Tag für ein dauerhaftes Leben vollkommen ausreichen. Legt man wissenschaftlich strenge Maßstäbe an, so ist bisher für keine Methode der direkten Milbenbekämpfung – sei es Austrocknung oder vermeintlich milbensichere Matratzen etc. – ein signifikanter Effekt auf das Leiden von Asthmatikern nachweisbar. Zahlreichen Studien zeigen aber, dass die Milbendichte und die relative Luftfeuchte eng miteinander korreliert sind. Da die Feuchte der Umgebungsluft für das Überleben der Arten jedoch in der Regel hinreicht, ist eine Bekämpfung durch Lüften selten möglich. Wirksam ist eine Verminderung der Luftfeuchte nur, wenn sie über sehr lange Zeiträume ohne Pause erfolgt. Entscheidend für die Milbendichte ist vermutlich vor allem die relative Luftfeuchte im Winter.
Temperaturen und Luftfeuchten oberhalb des Optimalbereichs bewirken eine Populationssenkung. Erhitzung (einige Minuten auf 50 °C oder längere Zeit auf 40 °C) kann die Milbendichte vermindern und wurde als Bekämpfungsmethode vorgeschlagen.
In den Wintermonaten sollte die Austrocknung der Luft durch das Heizen die Lebensbedingungen für Hausstaubmilben verschlechtern. Tatsächlich wird beobachtet, dass die Milbendichte im Sommer und Herbst deutlich höher liegt als im Winter. Die Tiere können sich unter den suboptimalen Bedingungen aber häufig noch langsam fortpflanzen und überdauern ansonsten in einem der resistenteren Dauerstadien. Matratzen, die regelmäßig durch den Schläfer angefeuchtet werden, bieten außerdem ein mögliches Refugium. Da solch ein Feuchteeintrag gleichzeitig mit einem Temperaturanstieg infolge der Körperwärme verbunden ist, sind die Bedingungen für das Überleben der Milben oft nicht optimal, solange sich der Schläfer noch im Bett befindet. Doch mit Abkühlung der Luft nimmt ihre relative Feuchte zu (beispielsweise etwa von 50 % bei 20 °C auf 100 % bei 10 °C unter gleichem Druck ohne Zunahme des absoluten Wassergehalts).
Nach gängiger Meinung haben Milben bei über 1200 Höhenmetern, nach anderen Aussagen bei über 1700 Höhenmetern, keine günstigen Lebensbedingungen. Hochgebirgsaufenthalte können deshalb Allergikern Linderung verschaffen. Eine Studie der Universität von Amsterdam fand allerdings im Jahr 2010 heraus, dass ein Höhenaufenthalt allen Menschen mit asthmatischen Beschwerden hilft, unabhängig davon, ob diese durch eine Allergie gegen Milbenallergene induziert sind oder nicht.

## Allergene Wirkung
Allergieauslösende Faktoren der Milben sind ihr Kot, ihre Eier sowie Milbenreste, darunter die Hauptallergene Der p 1, Der p 2 und Der p 23 im Falle der europäischen Hausstaubmilbe, daneben auch Der f 1 und Eur m 1. Diese Stoffe verteilen sich als feiner Staub (Partikelgröße: etwa 35 µm), werden eingeatmet und können Allergien, die Hausstauballergien, hervorrufen. Als allergieauslösend sind vier Arten bekannt, insbesondere D. pteronyssinus, aber auch D. farinae, D. microceras und D. siboney. Etwa 10 % der Bevölkerung und 90 % der Asthmatiker sind allergisch auf Hausstaubmilben oder im Haushalt vorkommende Vorratsmilben (zusammen als domestic mites – Hausmilben – bezeichnet). Neben der engen Assoziation zu Asthma sind Hausstaubmilben auch Auslöser der ganzjährigen (perennialen) allergischen Rhinitis. Die üblichen Therapieoptionen (Entfernung des Allergens) und die Verwendung von spezieller Bettwäsche und Staubschutz haben sich bisher als wenig effektiv erwiesen. Wenngleich die Methoden, die Einfluss auf das Raumklima haben (Temperatur verringern, Luftfeuchtigkeit senken), die Population nur reduzieren, kann die verminderte Belastung bereits positive Effekte auf den Erkrankungsverlauf zeigen. Die Immuntherapie (durch subkutane Injektion und Sublinguale Tabletten) gilt mittlerweile als funktionierender Therapieansatz bei Patienten mit schweren Symptomen.
Eine Hausstaubmilbe produziert nach Laborbefunden abgeschätzt etwa 20 Kotkügelchen je Tag (6 bis 40). In einem Gramm Hausstaub können mehr als 250.000 solcher Kotkügelchen enthalten sein.
Zahlreiche allergene Bestandteile des Milbenkots sind inzwischen nachgewiesen worden, die wichtigsten Allergene sind manche Verdauungsenzyme der Milben.